# Ren y Stimpy (serie de televisión de 2024)
Ren & Stimpy es una próxima serie animada para adultos estadounidense para Comedy Central, basada en la serie de televisión original de Nickelodeon de 1991 del mismo nombre creada por John Kricfalusi, quien no participó en este reinicio debido a sus acusaciones de pedofilia en 2018. El reinicio se estrenó por primera vez en Francia el 1 de julio de 2024, sin fecha de estreno en los Estados Unidos. Sin embargo, el reinicio completo se filtró el 21 de julio de 2024 en 4chan.

## Desarrollo

### Anuncios y producción
En febrero de 2016, Deadline Hollywood informó que los personajes de Ren y Stimpy estaban programados para aparecer en un próximo largometraje de Nicktoons. Tres meses después, Variety informó que Nickelodeon estaba en negociaciones con Kricfalusi sobre otro resurgimiento de los personajes. Bob Camp y William Wray revelaron en un panel de discusión de abril de 2016 que Kricfalusi estaba desarrollando un nuevo corto de Ren y Stimpy que se proyectaría en los cines con la tercera película de Bob Esponja, y luego dijeron que «no estaban invitados a esa fiesta» y que no estarían involucrados con la producción del corto. Sin embargo, Kricfalusi luego negó haber hecho tal caricatura en Twitter. A pesar de esto, una animática del corto que se hizo originalmente como promoción de Bob Esponja: Un héroe fuera del agua antes de ser cancelada se lanzó como un extra en el DVD de Cans Without Labels en mayo de 2019.
El 5 de agosto de 2020, se anunció que Comedy Central había dado luz verde a un nuevo reinicio de Ren y Stimpy, junto con Daria y Beavis y Butt-Head. Aunque se ha contratado a un nuevo personal creativo, se esperaba que Billy West regresara junto con algunos de los escritores de la serie original. Debido a las acusaciones de abuso sexual que lo rodean, se confirmó que Kricfalusi no participará en la producción del nuevo reinicio ni recibirá ninguna compensación por ello. Originalmente programado para ser producido por Nickelodeon Animation Studio, la producción del reinicio se trasladó a Awesome Inc en octubre de 2021, mientras que Snipple Animation anunció su participación en septiembre de 2022. Según West, el desarrollo se pospuso debido a la pandemia de COVID-19 en los Estados Unidos, contrariamente a los rumores anteriores de que el proyecto había sido cancelado. Paramount Global (que en ese momento operaba como ViacomCBS), la empresa matriz de Comedy Central y Nickelodeon, no ha respondido a las solicitudes de comentarios sobre el estado del programa, aunque West reiteró que todavía estaba en producción. El 14 de septiembre de 2021, West confirmó que retomaría sus papeles de Ren y Stimpy.
Se espera que Billy West, la voz original de Stimpy (y la segunda voz de Ren durante la mayor parte de la serie original) regresaría al reinicio, junto con varios de los escritores originales. Se ha confirmado que el creador de la serie plagado de escándalos, John Kricfalusi, no estará involucrado en la producción del reinicio debido a las alegaciones de BuzzFeed de 2018 que lo acusaban. Las personas que trabajaron en la serie original también regresarán, como Bob Jaques, Chris Sauve y la exalumna de Spümcø Robyn Byrd, quien a pesar de trabajar en el reinicio, anteriormente intentó cancelar el reinicio con el pretexto de que potencialmente llevaría a John K. a «atraer a los jóvenes a su estudio». Sin embargo, más tarde se mostró que Robyn Bryd se retractó de estas afirmaciones, ya que después de que comenzó a trabajar en el reinicio y obtuvo ingresos de él, cerró la petición. Originalmente estaba previsto que Bob Camp participara, pero luego se fue debido a diferencias creativas.

### Filtraciones y lanzamientos
El 28 de noviembre de 2023, se filtraron los modelos de Ren, Stimpy, la morsa y el episodio «Zen Ren».
El 31 de diciembre de 2023, se filtraron escenas y tarjetas de título, y se reveló que los dos episodios filtrados se llamarán «Screentime» y «All About Log».
El 3 de mayo de 2024, la totalidad de los episodios «Aw Hell No!» y «Squatters» se filtraron en 4chan.
El 14 de junio de 2024 se informó que la serie se estrenaría en Comedy Central en Latinoamérica y algunos países de Europa con los episodios «Renhattan», «Table for Human» y «Clear Toilet» en el mes de julio, a la espera de su estreno en Estados Unidos.
El 1 de julio de 2024 se estrenaron en Francia los episodios «Screentime», «Milk Pulp» y «All About Log». El estreno en Latinoamérica fue cancelado por razones desconocidas. El 21 de julio de 2024, todos los episodios se filtraron en 4chan.
Este reinicio no le da crédito a John Kricfalusi por crear a Ren y Stimpy, pero sí hace un cameo en el episodio «Aw Hell No!».

## Episodios
A diferencia de la serie original, los anuncios falsos y los minisegmentos se consideran episodios.
| #  | Título                                                          | Dirigido por | Escrito por | Guionizado por                                                        | Fecha de lanzamiento          | Código |
| -- | --------------------------------------------------------------- | ------------ | --- | --------------------------------------------------------------------- | ----------------------------- | ------ |
| 1  | «Renhattan» «Table for Human» «Clear Toilet»                    | Bob Jaques   | Cullen Crawford, Vera Drew y Sandy Hong Danya Jimenez, Hannah McMechan y Alyssa Stonoha Sandy Hong, Jenny Jaffe y Alyssa Stonoha | Moroni Taylor David de Rooij Kelly Armstrong y Katie Frasier          | 13 de julio de 2024 (Francia) | 101    |
| 2  | «Screentime» «Milk Pulp» «All About Log»                        | Bob Jaques   | Jenny Jaffe | Moroni Taylor y Amir Avni Steve Stefanelli David de Rooij y Amir Avni | 1 de julio de 2024 (Francia)  | 102    |
| 3  | «Bad Stimpy» «The Mother of All Yaksmases» «Yucky the Mudman»   | Bob Jaques   | Jenny Jaffe Jenny Jaffe y Michelle Zende                                                                                         | Moroni Taylor David de Rooij Moroni Taylor                            | —                             | 103    |
| 4  | «2 Slow 2 Furious» «Keeping Your Roommate Happy»                | Bob Jaques   | Jenny Jaffe | Katie Frasier Amir Avni y Ryan Khatam                                 | —                             | 104    |
| 5  | «Now Sea Here!» «A Stimpy Is Born» «Ask Dr. Stupid (Toxic)»     | Bob Jaques   | Jenny Jaffe Sandy Hong, Jenny Jaffe y Alyssa Stonoha                                                                             | Steve Stefanelli David de Rooij Steve Stefanelli                      | —                             | 105    |
| 6  | «Aw Hell No!» «Squatters»                                       | Bob Jaques   | Kelly Armstrong y Jenny Jaffe Jenny Jaffe                                                                                        | Kelly Armstrong Moroni Taylor y Amir Avni                             | —                             | 106    |
| 7  | «Hair Fairy» «Powdered Toast Man! The Movie» «Everything to Me» | Bob Jaques   | Jenny Jaffe Jenny Jaffe y Michael Kohler                                                                                         | Katie Frasier Drew Schmidt Drew Schmidt y Steve Savalle               | —                             | 107    |
| 8  | «Stupid and Afraid» «I Dream of Stimpy»                         | Bob Jaques   | Jenny Jaffe | Kelly Armstrong y Amir Avni Helder Mendonca y Steve Stefanelli        | —                             | 108    |
| 9  | «Renunion» «Plane and Simple» «Ask Dr. Stupid (Lemons)»         | Bob Jaques   | Jenny Jaffe Sandy Hong y Alyssa Stonoha                                                                                          | Drew Schmidt Moroni Taylor y Katie Frasier Steve Stefanelli           | —                             | 109    |
| 10 | «Journey to the Center of the Idiot» «Zen Ren»                  | Bob Jaques   | Jenny Jaffe | Katie Frasier Katie Frasier y José Pou                                | —                             | 110    |

## Recepción
Tras las filtraciones, el reinicio de Comedy Central recibió una recepción negativa de los fanáticos de toda la vida. Los fanáticos criticaron el programa por su animación de mala calidad, la débil actuación de Billy West como Ren y Stimpy como resultado de la vejez cuando comenzó la producción y de contraer COVID cerca del final de la producción en septiembre de 2023, por estar impulsado por el escritor en lugar de estar impulsado por el guion gráfico, y por la falta de participación de Bob Camp y otros veteranos de Ren y Stimpy durante la producción del reinicio.
Bill Wray criticó el reinicio en una publicación en su cuenta de Facebook y denunció a los escritores por menospreciarlos y despedirlos a él, a Bob Camp y a Jim Gomez del reinicio debido a su género y raza, siendo llamados «viejos blancos» por el personal del reinicio.
Bob Camp también expresó su descontento hasta cierto punto, diciendo que «la gente que está haciendo la nueva serie está tratando de rehacer la original en un mundo consciente y tratando de compensar los pecados de John K». Sin embargo, alentó a los fanáticos a «darle al programa una oportunidad para encontrar su propia voz» y no expresó mala voluntad hacia su personal.
Al igual que Ren y Stimpy "Solo para adultos", este reinicio también ha cosechado un culto irónico de seguidores en las redes sociales que incluye personas que hacen memes basados en «malos chistes» percibidos como Ren mencionando su amor por los Beatles (una banda que John Kricfalusi odiaba notoriamente) y un personaje femenino incidental (basado libremente en una de las escritoras) que describe cómo se desarrollaría el chiste de los dientes del piano para un miembro de la audiencia.